# Onthophagus sycophanta
Onthophagus sycophanta é uma espécie de inseto do género Onthophagus, família Scarabaeidae, ordem Coleoptera.
Foi descrita cientificamente por Fairmaire em 1887.